# シャクル
シャクル（アラビア語: شكل shakl）とはアラビア文字における発音記号の総称。
また、この発音記号をふる・書き入れる動作はタシュキール（تشكيل, tashkīl）と呼ばれる。

## 概説
アラビア語、ペルシア語およびこれらの言語に属するもの、またはその他のアラビア文字（アラビア語では「ハルフ」حرف ḥarf と呼ぶ）によって表記される言語では、一般に母音が綴りの中に含まれない。アラビア文字とはもともと子音のみを表記する文字体系（学術的な分類ではアブジャド）であるからである。このため、アラビア語初学者などには読みづらいという問題があり、アラビア語教則本、子ども向けの本や教科書、クルアーンをはじめとするイスラームの書物などではシャクルを振ることがある。一方で通常の文章中には用いられることは少ない。

## シャクルの種類

### 母音記号
シャクルの中でももっとも基本的な役割である、母音をあらわすもの。これらの母音を示す符号を حركة （ハラカ ḥaraka）と呼ぶ。字義は「運動」、「動作」。

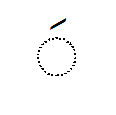
ファトハ

#### ファトハ
ファトハ（فتحة fatḥa）はaの単母音価を持ち、文字の上に右上から左下に引いた短い斜めの線で記す。
母音aを発音する時の口の動き（口を上に向けて開く動作）から命名された名称。母音aとすること自体の総称はفتح（ファトフ）、記号1個はة（ター・マルブータ）をつけて単数化したفتحة（ファトハ）。
長母音化する場合は直後にアリフ（ا）を続ける。

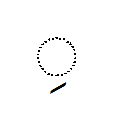
カスラ

#### カスラ
カスラ（كسرة kasra）はiの単母音価を持ち、文字の下に右上から左下に引いた短い斜めの線で記す。
母音iを発音する時の口の動き（下顎を下げる様子）から命名された名称。母音iとすること自体の総称はكسر（カスル）、記号1個はة（ター・マルブータ）をつけて単数化したكسرة（カスラ）。
同じ文字にシャッダ記号がつく場合、カスラはシャッダの真下かつ子音字の上に書かれることが多いが、子音字の下に書かれることもある。

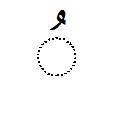
ダンマ

長母音化する場合は直後にヤー（ي）を続ける。

#### ダンマ
ダンマ（ضمة ḍamma）はuの単母音価を持ち、文字の上に小さい و のような記号を書いて記す。
母音uを発音する時の口の動き（両唇をつき出しながら近づける動作）から命名された名称。母音uとすること自体の総称はضمّ（ダンム）、記号1個はة（ター・マルブータ）をつけて単数化したضمّة（ダンマ）。
長母音化する場合は直後にワーウ（و）を続ける。

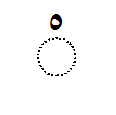
スクーン

#### スクーン
スクーン（سكون sukūn）は母音価の無い、子音のみの発音であることを示し、文字の上に小さい丸印を書いて記す。字義は「静寂」。
クルアーンでは丸印でなく、「ج」「خ」の上部を切り取って少し丸めたような形で書かれる。

### タンウィーン
アラビア語で تنوين tanwīn と呼ぶ。語尾でのみ起き、その単語の格をあらわす母音に非限定であることを示すn音（文字として現れない余剰のヌーン نون زائدة, nūn zā’ida(h), ヌーン・ザーイダ）を付加する行為を示す動詞派生形第2形の動名詞。なおタンウィーンという語はn音付加行為、付加されるn音の両方を指すのに使われる。
厳密には、アラブ式文法においてタンウィーン記号は2個重ねたうちの2つめの記号のみがタンウィーンのn音添付を表すものであり、1字目はあくまで格を示す母音記号であるという扱いが一般的。

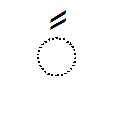
ファトハターン

詳しくはアラビア語の文法を参照。

#### ファトハターン
ファトハターン（تنوين الفتح tanwīn al-fatḥ/ فتحتان fatḥatān）はファトハのタンウィーン。-an の音価（1個目のファトハが格の母音aを、2本目のファトハが添加したnを表す）を持ち、文字の上に右上から左下に引いた2本の短い斜めの線で記す。
非限定の対格をあらわす。元々名詞だった語を対格化し副詞的に用いることもある。
例：
جِدّ（jidd, ジッド）：真剣、真面目、勤勉
→ جِدّاً もしくは جِدًّا（jiddan, ジッダン）：非常に、とても
حَقّ（ḥaqq, ハック）：本当、真実、真理
→ حَقّاً もしくは حَقًّا（ḥaqqan, ハッカン）：本当に、実に
対格のタンウィーンの際、語末が ة（ター・マルブータ）の時など例外を除き、ا（アリフ）が添えられている。これは対格のタンウィーンのみ休止形と呼ばれる発音方法では جِدّاً もしくは جِدًّا（jiddan, ジッダン）が جِدَّا（jiddā, ジッダー）のように発音されるという文語アラビア語に古くからあった読み方に由来する。現代ではそのような発音が少なくなっているため、実際の発音と一致しないつづりとして認識されやすい。
この対格のタンウィーンは正書法（正字法）上他のシャクル同様に不要だが、慣習的に書かれることが多い。位置については学説によって意見が分かれており、
1. جِدًّا：アリフの前、シャッダ記号と一緒に書く
2. جِدّاً：アリフの上、シャッダ記号の一字後に書く

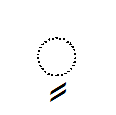
カスラターン

という2通りが混在している。

#### カスラターン
カスラターン（تنوين الكسر tanwīn al-kasr/ كسرتان kasratān）はカスラのタンウィーン。-in の音価（1個目のカスラが格の母音iを、2本目のカスラが添加したnを表す）を持ち、文字の下に右上から左下に引いた2本の短い斜めの線で記す。
非限定の属格をあらわす。

#### ダンマターン
ダンマターン（تنوين الضم tanwīn al-ḍamm/ ضمتان ḍammatān）はダンマのタンウィーン。-un の音価（1個目のダンマが格の母音uを、2本目のダンマが添加したnを表す）を持ち、文字の上に小さい و のような記号を2つ書いて記す。この書き方はいくつかあり、単純に小さな و を並べる、太極を左右反転させたような形で並べる、末筆を折ったように و を1つ書く、などがある。
非限定の主格をあらわす。その文法的位置付けから、辞書や教則本では基本形として例示された単語に付くことが多い。
| ダンマのタンウィーンの記述例 | ダンマのタンウィーンの記述例 | ダンマのタンウィーンの記述例 |
| ---------------------------- | ---------------------------- | ---------------------------- |
|                              |                              |                              |

### 母音以外のシャクル

シャッダ

母音価をあらわす以外のシャクル。

#### シャッダ
シャッダ（شدة shadda(h)）は「強化、強調」という意味の名詞だが、文法用語としては子音の重複を示す。まとめて1字（例:دَّ）で書く前の1字目が無母音（例:دْ）で2字目が母音あり（例:دَ）であることを意味する。

シャッダは文字の上にwのような記号（شに含まれるسの頭部分سـの形）を書いて記す。

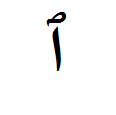
ワスラつきアリフ

#### ワスラ
ワスラ（وصلة waṣla(h)）はアリフ（ا）を台とした語頭のハムザト・アル=ワスル（ハムザトゥルワスル、ハムザトルワスル、接続ハムザ。正書法上このハムザは書かれず台座のアリフだけが書かれる。）を読まずに発音を省略したことを示す記号。文字の上に小さい صـ 頭部分の形状をした記号を書いて示す。字義は「連続」、「接続」。

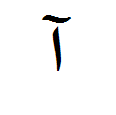
マッダつきアリフ

語頭のハムザト・アル=ワスル（ハムザトゥルワスル、ハムザトルワスル、接続ハムザ）の典型例は定冠詞 الـで、定冠詞がつく語の先頭部分は前に別の語がくる場合は発音されないため、文頭以外の定冠詞にはワスラ記号がつくこととなる。
なお、定冠詞 الـ に続く語が太陽文字ではじまる場合、 ل は直後の子音と同化しシャッダ記号でまとめられるため定冠詞部分の発音はアルではなくなる。اَلْ + شَمْس（アル+シャムス）＝ اَلشَّمْس（アッ＝シャムス）

語頭のハムザト・アル=ワスル（ハムザトゥルワスル、ハムザトルワスル、接続ハムザ。正書法上このハムザは書かれず台座のアリフだけが書かれる。）の直前に長母音で終わる語がある場合、その長母音は短母音化する。たとえば مَا اسْمُكَ ؟ の読みはマー・イスムカやマー・スムカではなくマ・スムカとなる。

#### マッダ
マッダ（مدة madda(h)）は أَの長母音化もしくはأَأْを一つにまとめた物をあらわし、文字の上に引いた短い波線で記す。音価は’ā。字義は伸長・延長。
原則として省略せず表記される。

### 小字
便宜上ハムザを発音記号に類した物の項に置いているが、アラブ世界ではハムザが文字なのか記号なのかに関しては意見が分かれており、アルファベット表の欄外ではなく1番目にアリフを台座にした形で登場させることが多い。

#### ハムザ
ハムザ（همزة hamza）は声門閉鎖音/声門破裂音を意味する。元々は声門閉鎖音/声門破裂音と長母音āの一部としての役割両方を持っていたアリフ（ا）から、声門閉鎖音/声門破裂音のみを分離するため後代になって発案された。当時は声門で調音することは知られておらず、調音部位が近いアイン（ع）に似ているとしてこれを切り取った形で開発された。
ハムザはその位置や隣接した母音との関係に従い、単独もしくは台座（كرسيّ,クルスィー）と呼ばれる台座の文字の上または下に小さい ء を書くことで示される。
台座となる文字はアリフ（ا）、ワーウ（و）、弁別点の無いヤー（ى、*アリフ・マクスーラではない）の3つ。語頭では必ず台座はアリフ（ا）となる。 ا では母音価がaもしくはuのときには文字の上に、iのときは下にハムザを書く表記が一般的。 و と ى では文字の上にハムザを書く。
ハムザは語頭では単独で書かれることが無いが、ハムザそのものや隣接した文字につく母音の種類や有無によっては語中や語尾において単独で書かれることがある。
原則としてハムザは文字として書かれるが、日常で書かれるアラビア語文特にアーンミーヤのアラビア語表記では省略されることが非常に多い。

#### 小アリフ
小アリフ（الألف الصغيرة al-alif al-ṣaghīra）はaの長母音価（ā）を持ち、文字の上に小さい ا を書いて記す。小刀のような形状をしていることから短剣アリフとも呼ばれる。
日常的によく使われる単語には هذا hādhā （近称「これ」）のように語中の ا 自体が省略されるものがあり、これらの長母音をあらわすために用いられる。 الله Allāh なども同様である。
| 小アリフ |
| -------- |
|          |

### 装飾
ジャリー・ディーワーニー体など、アラビア書道、カリグラフィーでは文字装飾が行われる。華美にシャクルが振られたり、多くの点を打つことで、より崇高な印象を出したりする。
また、書体や構図によっては個々の文字が判読しづらいこともあり、それらの文字を明確に示すために小字を付すこともある。この場合の小字はハムザや小アリフに限らず、明確にする文字の独立形が示される。